# Mets Ayrum
Mets Ayrum (in armeno Մեծ Այրում?) è un comune di 638 abitanti (2001) della Provincia di Lori in Armenia.